# イーディス・ウォートン
イーディス・ウォートン（Edith Wharton, 1862年1月24日 - 1937年8月11日）は、アメリカ合衆国の女性小説家、デザイナー。

## 生涯
旧姓ジョーンズ。ニューヨークの裕福な家庭に生まれた。家庭教師の教育を受け、1885年ボストンの銀行家ウォートンと結婚し、1907年パリに移住、ほぼ同地で過ごした。1913年離婚。ヘンリー・ジェイムズと親しくし、1905年に『歓楽の家』（House of Mirth）を発表、自然主義を近代化した洗練された作風で上流社会の恋愛風俗を風刺的に描いた。『エイジ・オブ・イノセンス』（1920年）でピューリッツァー賞受賞。短編の名手でもあり、「ローマ熱」は特に名作とされる。
日本でも、マーティン・スコセッシ監督により映画化された『エイジ・オブ・イノセンス/汚れなき情事』が特に著名で、2000年に『歓楽の家』は映画化されたが日本未公開だった。

## 訳書一覧
- House of Mirth 1905
  - 『歓楽の家』佐々木みよ子・山口ヨシ子訳、荒地出版社 1995／彩流社 2025.9[1]
  - 『歓楽の家』加藤洋子訳、北烏山編集室 2025.6
- Ethan Frome 1911
  - 『慕情 イーサン・フローム』高村勝治訳、時事通信社 1956／「現代アメリカ文学全集18」荒地出版社 1958
  - 『イーサン・フローム』宮本陽吉・貝瀬知花・小沢円訳、荒地出版社 1995
  - 『イーサン・フロム』宮澤優樹訳、白水社「白水Uブックス」 2024
- The Custom of the Country 1913
  - 『国の慣習』上下、小林由杲訳、amazon kindle版[2] 2025※
- Summer 1917
  - 『夏』山口ヨシ子・石井幸子訳、彩流社 2022.10※
- Age of Innocense 1920
  - 『汚れなき時代』[3]伊藤整訳「現代アメリカ小説全集 第8巻」三笠書房 1941
  - 『エイジ・オブ・イノセンス 汚れなき情事』大社淑子訳、新潮文庫 1993
  - 『無垢の時代』佐藤宏子訳、荒地出版社 1995
  - 『無垢の時代』河島弘美訳、岩波文庫 2023※
- 『幽霊』薗田美和子・山田晴子訳、作品社 2007。短編怪談集
- 『ビロードの耳あて　イーディス・ウォートン綺譚集』中野善夫訳、国書刊行会 2024※[4]
- 『ウォートン怪談集』柴田元幸訳、葉々社 2024。短篇3作

以下は古い出版、または短編（※は電子書籍も刊行）
- 「後になって」「冷たい心」松村達雄訳『世界女流作家全集』モダン日本社 1941
- 『三色の雪』[5]、岩田一男訳 大学書林 1949
- 『偽れる黎明』[6]南雲堂 双書・20世紀の珠玉 1955、再版1981

「隠者と野性の女」皆河宗一訳、「芸術を売った絵」大貫三郎訳
- 「邪眼」奥田祐士訳『アメリカ怪談集』河出文庫 1989
- 「ローマ熱」『20世紀アメリカ短篇選 上』大津栄一郎訳、岩波文庫 1999、他にポプラ社百年文庫『都』
- 「ざくろの実」『ざくろの実　アメリカ女流作家怪奇小説選』梅田正彦編訳、鳥影社 2008年。他7作

### 作家論
- 別府恵子編著 『イーディス・ウォートンの世界』鷹書房弓プレス 1997
- 大社淑子『イーディス・ウォートンを読む』水声社 2018